# Gizdavac
Gizdavac je naselje u općini Muć, u Splitsko-dalmatinskoj županiji. 

## Zemljopis
Naselje se nalazi južno od Gornjeg Muća.

## Ime
U najnovijem Hrvatskom enciklopedijskom rječniku, pod "gizdavac" je navedeno značenje "onaj koji je gizdav; kicoš, gladun; kaćiperka". Teško je taj pojam dovesti u vezu s ekonimom Gizdavac. Sličnih primjeri u toponimiji Hrvatske i Bosne i Hercegovine ne postoje.

## Stanovništvo
| broj stanovnika | 263   | 250   | 250   | 261   | 303   | 336   | 336   | 370   | 308   | 291   | 264   | 165   | 143   | 109   | 101   | 127   | 109   |
|                 | 1857. | 1869. | 1880. | 1890. | 1900. | 1910. | 1921. | 1931. | 1948. | 1953. | 1961. | 1971. | 1981. | 1991. | 2001. | 2011. | 2021. |